# Technische Universität Białystok

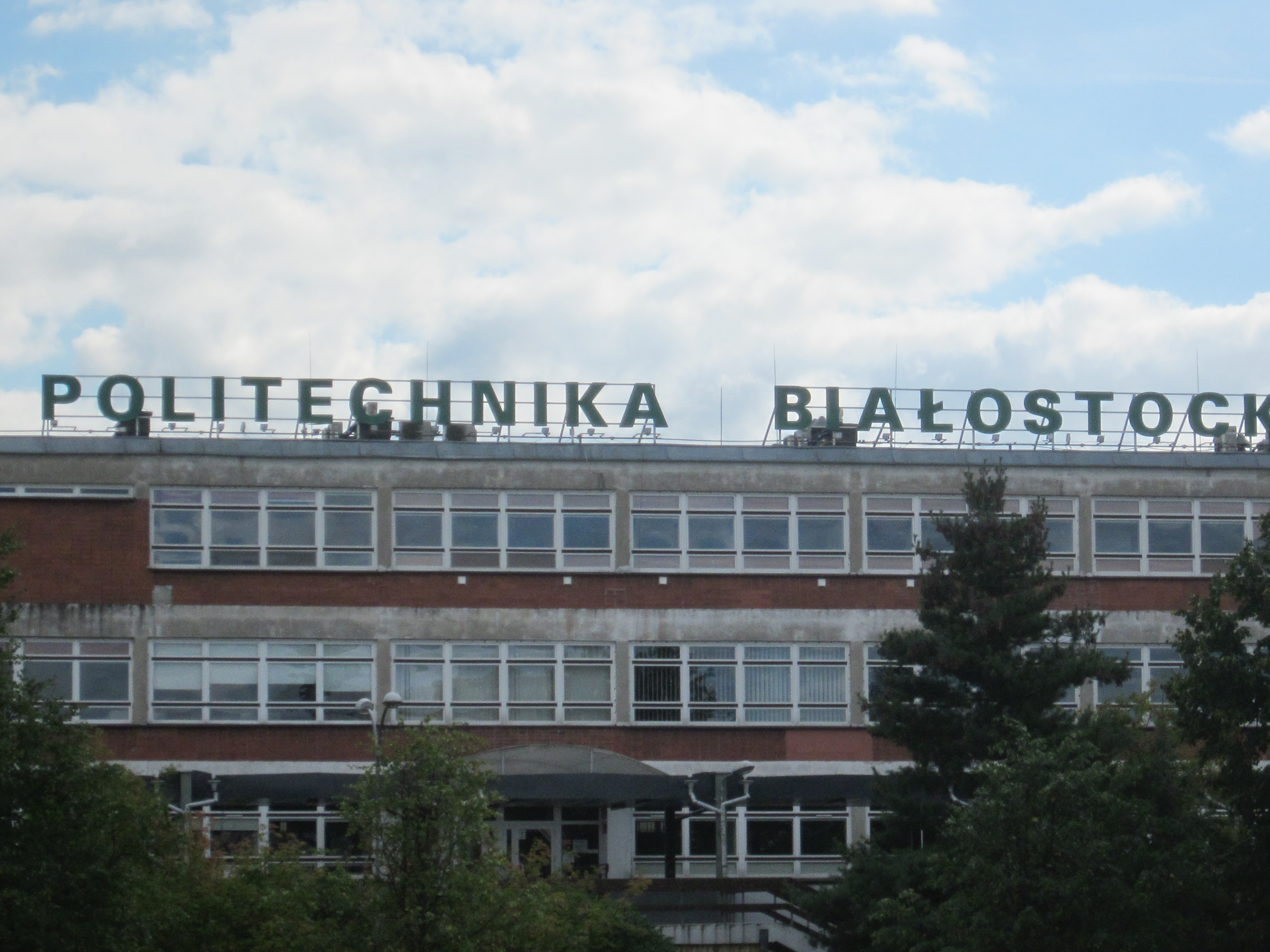
Technische Universität Białystok

Die Technische Universität Białystok (polnisch Politechnika Białostocka, kurz PB) ist eine Technische Universität in der polnischen Stadt Białystok mit knapp 8500 Studenten.
Die Gründung erfolgte 1945 und umfasst 7 Fakultäten.

## Fakultäten
- Fakultät für Architektur,
- Fakultät für Bauingenieurwesen und Umweltingenieurwissenschaften,
- Fakultät für Elektrotechnik,
- Fakultät für Informatik,
- Fakultät für Betriebswirtschaft,
- Fakultät für Maschinenbau,
- Fakultät für Forstwissenschaft in Hajnówka

## Rektoren
| - Karol Białkowski (1949–1956) - Marian Poniatowski (1956–1967) - Włodzimierz Chomczyk (1967–1971) - Tadeusz Bełdowski (1974–1981) - Jerzy Niebrzydowski (1981–1984) - Mieczysław Banach (1984–1988) | - Kazimierz Pieńkowski (1988–1993) - Tadeusz Citko (1993–1999) - Michał Bołtryk (1999–2005) - Joanicjusz Nazarko (2005–2008) - Tadeusz Citko (2008–2012) - Lech Dzienis (2012–2020) - Marta Kosior-Kazberuk (seit 2020) |

## Abbildungen

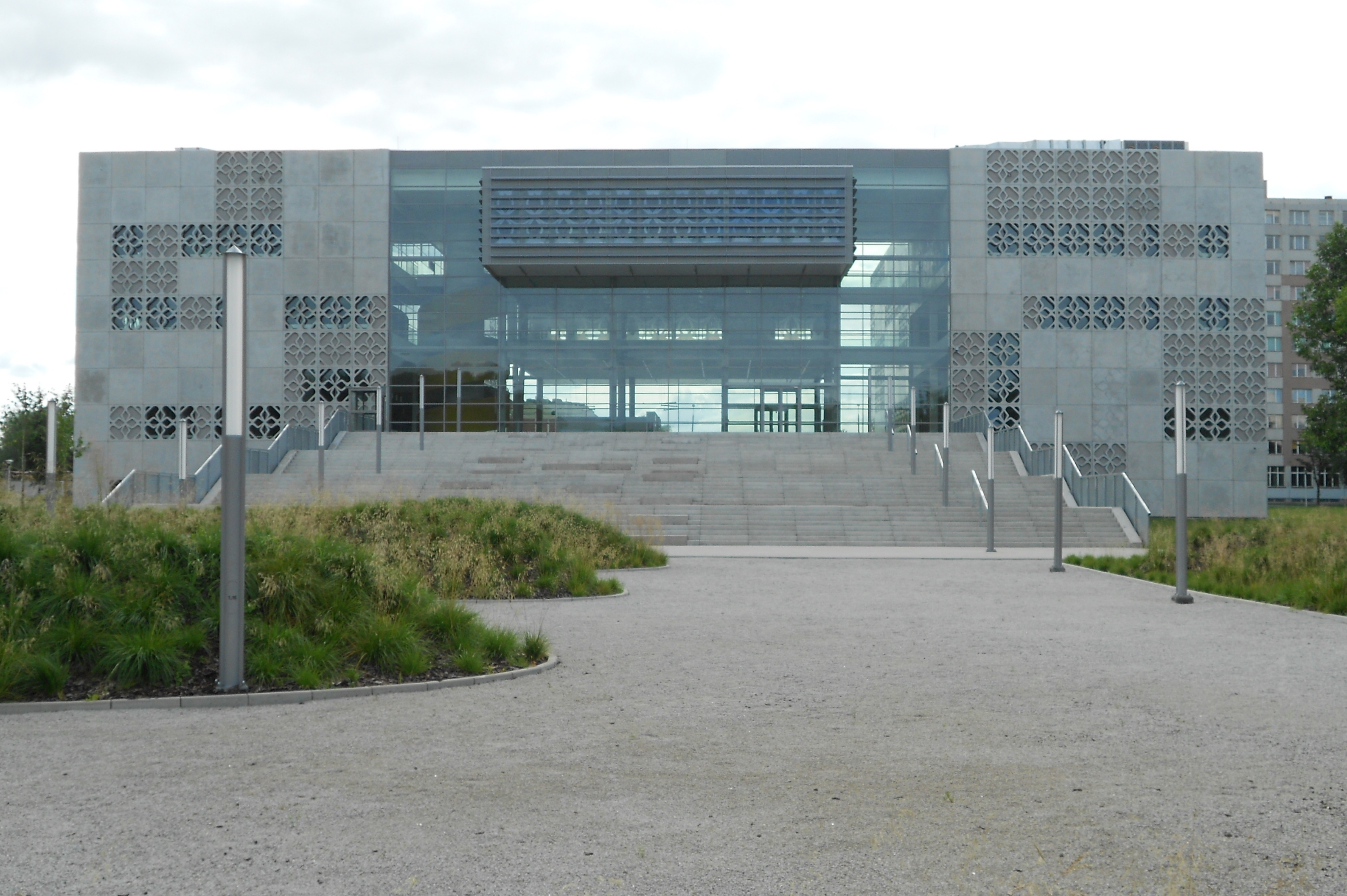
Zentrum für moderne Ausbildung TU Białystok
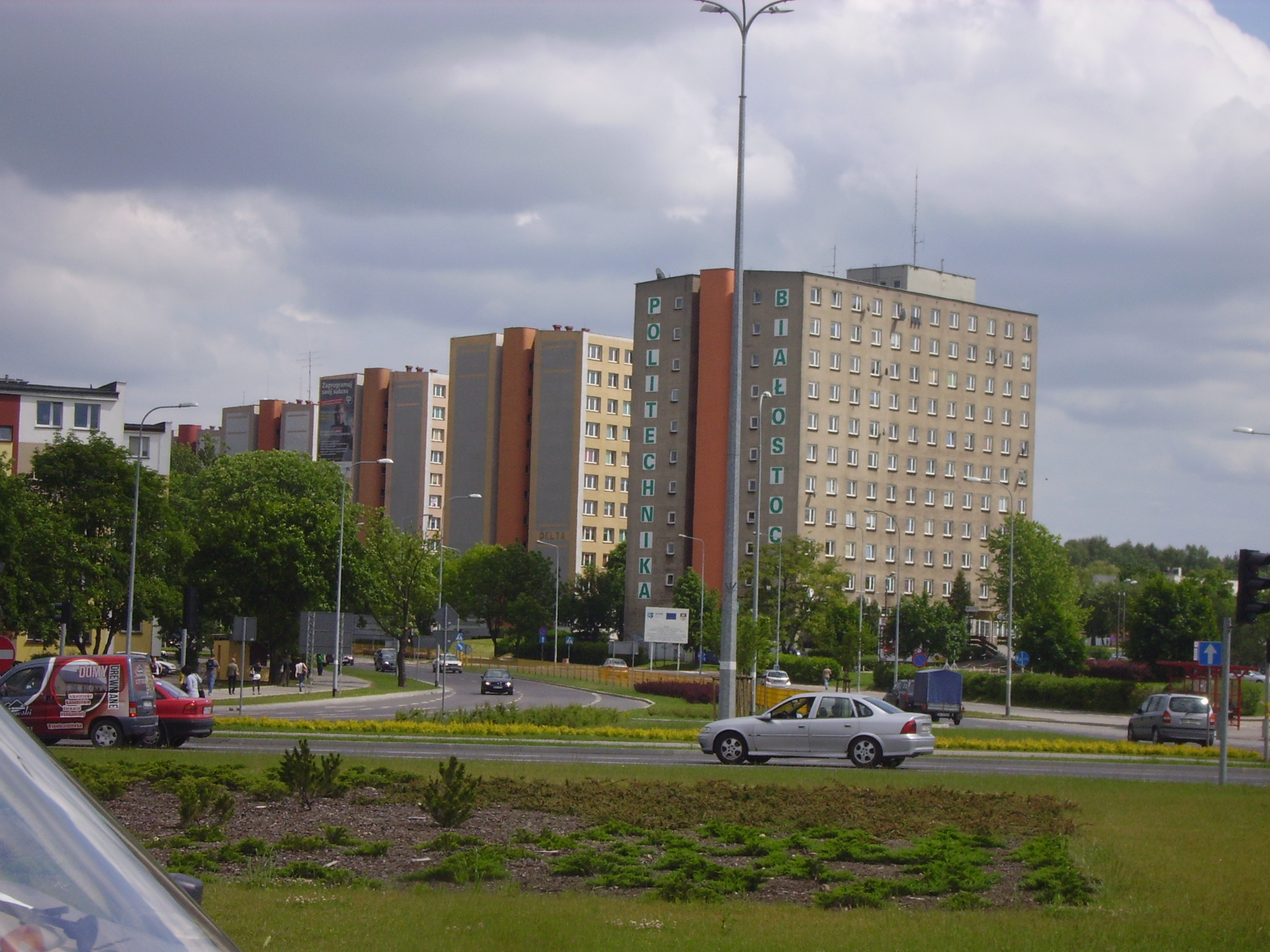
Dormitories der TU Białystok
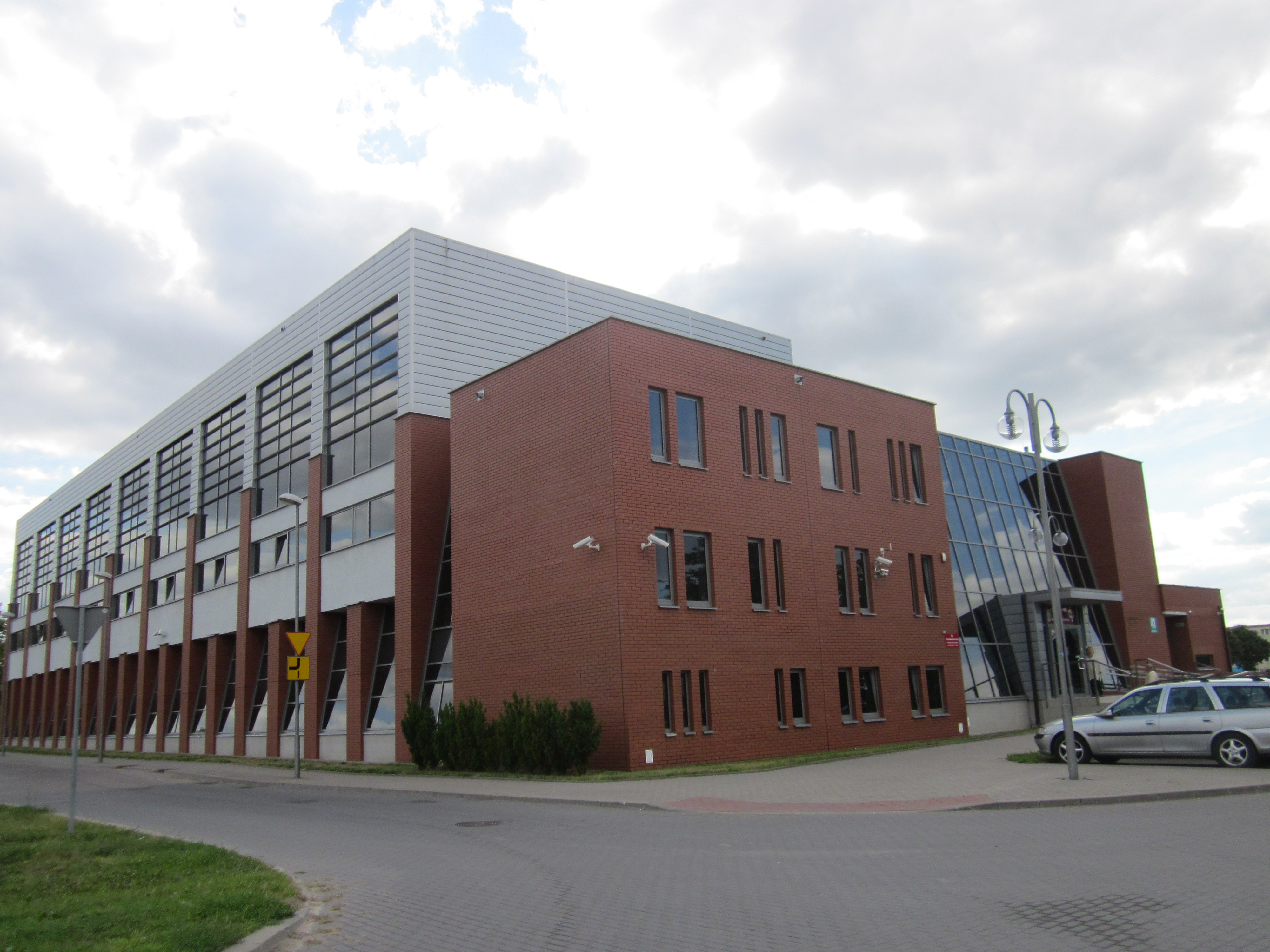
Sporthalle der TU Białystok
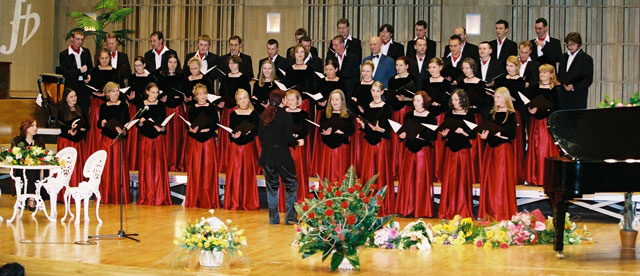
Białystok Technical University Choir
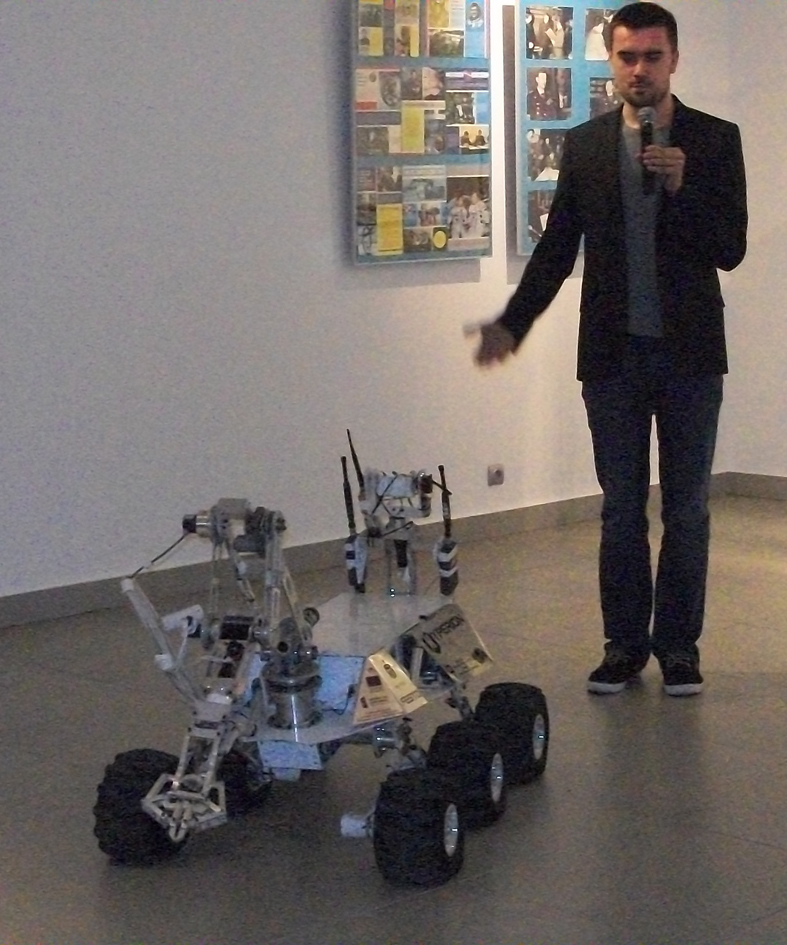
Mars-Rover von Białystok Technische Universität